# アイ・タクト
株式会社アイ・タクトは、日本の芸能事務所。主に俳優、声優のマネージメントを行っている。
2024年、ウィングウェーヴを退所したメンバーを中心に設立した。

## 所属俳優・声優

### 男性
- 東和良
- 加藤寛規
- 阿部卓也
- 桐江奏多
- 中島聡士
- 宮本悠丞

### 女性
- 和泉忍
- たなかゆうこ
- 尾崎未來
- 香乃みお
- 矢口千博
- 成田佳恵
- 朝比奈志百理
- 乙羽美輝
- 小滝ひろみ
- 佐々木香織
- 高城ひな
- 椿まりか
- 中谷たえ
- 袴田あゆみ
- 広夏あさ
- 松本萌乃
- 矢島弘菜
- 山田実乃理
- 湯川葉月